# Repubblica Socialista Sovietica di Bessarabia
La Repubblica Socialista Sovietica di Bessarabia o RSS Bessaraba (in russo: Бессарабская Советская Социалистическая Республика, Бессарабская ССР) fu uno Stato formato dai bolscevichi come parte dei loro piani per stabilire il controllo sulla Bessarabia, che era stata unita alla Romania nel corso degli eventi successivi alla rivoluzione russa del 1917. Lo Stato recante questo nome non ha mai avuto effettiva esistenza.
La BeSSR fu proclamata il 5 maggio 1919 ad Odessa quale "Governo provvisorio in esilio degli operai e dei contadini", istituito l'11 maggio 1919 a Tiraspol come parte autonoma della RSSF Russa. Né Odessa né Tiraspol tuttavia facevano parte della Bessarabia storica. Il progetto di territorio includeva Tiraspol, il Chersoneso, Balta, Olgopol e parte della Podolia. 

L'auto-proclamato governo della RSS Bessaraba non riuscì mai ad avere alcun controllo su una parte della Bessarabia che, dal 9 aprile 1918, era unita alla Romania.
L'unione della Bessarabia con la Romania non fu riconosciuta dalle autorità sovietiche e la proclamazione della RSS Bessaraba fu un provvedimento volto a predisporre una futura invasione da parte dell'esercito sovietico.
Nell'agosto del 1919 forze polacche e francesi entrarono nel territorio conteso. Il governo locale ebbe colloqui con le autorità militari francesi mentre avevano luogo scontri militari e politici, ma fu sciolto nel settembre 1919 dopo che l'esercito di Denikin aveva assunto il controllo della regione di Odessa.
Le potenze europee occidentali riconobbero l'unione della Bessarabia alla Romania col Trattato di Parigi del 1920. Tuttavia, gli Stati Uniti rifiutarono di firmare quel Trattato a causa del fatto che la Russia non era rappresentata nella Conferenza. Ciò fu utile all'Unione Sovietica per poter riprendere il controllo della Bessarabia: cosa che in effetti si realizzò venti anni più tardi.